# Парламент Казахстану
Парлямент Республіки Казахстан (каз. Қазақстан Республикасының Парламенті / Qazaqstan Respwblïkasınıñ Parlamenti) — вищий представницький орган Казахстану, який здійснює законодавчі функції.

## Історія
Восени 1994 року журналістка, екс-кандидатка у депутати Верховної Ради Казахстану Тетяна Квятовська подала до суду з вимогою скасувати результати парламентських виборів 1994 року.
У березні 1995 року після тривалих судових розглядів тодішній Конституційний суд Казахстану визнав позови Квятковської обґрунтованими, незважаючи на заперечення президента Нурсултана Назарбаєва та голови Верховної Ради Абіша Кекільбаюли. 11 березня Назарбаєв видав указ про розпуск Верховної Ради, визнавши всі прийняті Радою законопроекти «недійсними». Тому в Казахстані не існувало законодавчої влади, а всі закони приймалися на підставі Указів Президента.
За результатами всенароднього референдуму, що відбувся 30 серпня 1995 року, була прийнята нова Конституція Республіки Казахстан, в якій Парлямент визначено як високопредставницький орган, який здійснює законодавчу діяльність, що складається з двох палат: Мажилісу та Сенату.
Президент Республіки Казахстан Нурсултан Назарбаєв заявив: «Після прийняття чинної Конституції в Казахстані відкрита "дорога" для економічних реформ. Образно кажучи, замість Верховної Ради, яка керувала всім, але не могла керувати нічим, прийшов двопалатний професійний парламент, який прийняв закони, які за ці роки змінили обличчя країни».
У цій Конституції вперше було офіційно затверджено поняття парламенту. Після прийняття Конституції Президент країни підписав Указ «Про вибори в Республіці Казахстан», який набрав чинності конституційного закону, згідно з яким були проведені вибори депутатів двопалатного парламенту.
Поправки до Конституції та зміни до виборчого законодавства у 2021 і 2022 роках позбавили дев’яти місць, виділених для Асамблеї народу Казахстану, знизили виборчий бар’єр для пропорційних мандатів із 7 відсотків до 5 відсотків і знову запровадили одномандатні виборчі округи.

## Склад

### Мажиліс
Мажиліс складається з 98 депутатів, що обираються за пропорційною (партійні списки з 5-відсотковим загороджувальним бар'єром по загальнонаціональному округу, 69 місць) та мажоритарною (одномандатні округи, 29 місць) виборчою системою.
Депутатів Мажилісу нерідко називають "мажилісменами", подібно до того, як називають членів Палати представників Конгресу США.
Термін повноважень депутатів Мажилісу – п'ять років. Чергові вибори депутатів Мажилісу проводяться не пізніше ніж за два місяці до закінчення строку повноважень скликання Парламенту. Позачергові вибори депутатів Мажилісу Парламенту проводять протягом двох місяців з дня дострокового припинення повноважень Мажилісу Парламенту.
Депутатом Мажиліса може бути особа, яка досягла двадцяти п'яти років, яка перебуває у громадянстві Республіки Казахстан і постійно проживає її території останні десять років.
До виняткового ведення Мажилісу згідно з Конституцією країни належить:
1. прийняття до розгляду внесених до Парламенту проєктів конституційних законів та розгляд цих проектів;
2. більшістю голосів від загальної кількості депутатів надання згоди Президентові РК на призначення Прем'єр-міністра РК;
3. оголошення чергових виборів Президента РК;
4. здійснення інших повноважень, покладених Конституцією на Мажиліс Парламенту.

Мажиліс більшістю голосів від загальної кількості депутатів Мажилісу з ініціативи щонайменше однієї п'ятої від загальної кількості депутатів вправі висловити вотум недовіри Урядові.

### Сенат
Термін депутатських повноважень — шість років. Половина виборних депутатів сенату переобирається кожні три роки. У сенаті 50 місць:
- 10 сенаторів призначає президент Казахстану;
- 40 сенаторів обираються таким чином — від кожної області, міста республіканського значення і столиці Казахстану обираються по дві особи.

Депутатом сенату може бути особа, яка досягла віку 30 років, має вищу освіту та стаж роботи не менше п'яти років, постійно проживає на території відповідної області, міста республіканського значення або столиці республіки не менше трьох років; при чому депутат сенату не може бути одночасно депутатом нижньої палати парламенту Казахстану — Мажилісу.
До виняткової компетенції Сенату згідно з конституцією країни відносяться:
- обрання та звільнення з посади за поданням Президента Республіки Казахстан:
  - голови та суддів Верховного суду та прийняття їхньої присяги;
  - Уповноваженого з прав людини в Республіці Казахстан;
- надання згоди на призначення президентом країни голови Національного банку, генерального прокурора, голови Комітету національної безпеки Казахстану, голови Конституційного Суду, голови Вищої Судової Ради;
- позбавлення недоторканності генерального прокурора, голови та суддів Верховного суду, Уповноваженого з прав людини;
- виконання функцій парламенту щодо прийняття конституційних законів та законів у період тимчасової відсутності Мажилісу, викликаного достроковим припиненням його повноважень;
- здійснення інших повноважень, покладених Конституцією на Сенат Парламенту.

Депутати сенату мають право законодавчої ініціятиви, яке реалізується виключно в мажилісі.
Проєкти законів Республіки Казахстан спочатку розглядаються у Мажилісі. Проєкти законів, розглянуті та схвалені більшістю голосів від загальної кількості мажилісменів, передаються до Сенату, де розглядаються не більше 60 днів. Ухвалений більшістю голосів від загальної кількості депутатів Сенату проєкт стає законом і протягом 10 днів представляється Президентові Республіки Казахстан на підпис. Відхилений загалом більшістю голосів від загальної кількості депутатів Сенату проєкт повертається до Мажилісу.

## Повноваження
Повноваження парляменту починаються з моменту відкриття його першої сесії і закінчуються з початком роботи першої сесії новообраного парляменту. Повноваження можуть бути достроково припинені у випадках і порядку, передбачених Конституцією. Організація і діяльність парляменту, правовий статус його депутатів визначаються конституційним законом.
Парламент приймає закони на окремих сесіях своїх палат, розглядаючи питання спочатку в Мажилісі, а потім у Сенаті; обговорює республіканський бюджет і звітує про його виконання, зміни і доповнення до бюджету, визначати та скасовувати податки та збори; визначає порядок вирішення питань, пов'язаних з адміністративно-територіальним устроєм Республіки Казахстан; видає акти про амністію громадян; спільні комісії палат обирають половину свого складу; заслуховує звіти членів уряду; утворює координаційні та робочі органи палат, приймає положення, вносить інші зміни, передбачені Конституцією.
На спільних засіданнях палат Парламент:
- за поданням Президента вносить зміни та доповнення до Конституції;
- ухвалює конституційні закони, вносить до них зміни та доповнення;
- затверджує республіканський бюджет і звіти Звітної комісії з контролю за виконанням Уряду та республіканського бюджету про виконання бюджету, вносить зміни та доповнення до кошторису;
- щодо законів або статей закону, які викликали заперечення Президента, Президент проводить повторне обговорення та голосування протягом одного місяця з дня заперечення (недотримання цього терміну означає, що заперечення Президента прийнято);
- за ініціятивою Президента, двома третинами голосів від загального числа депутатів кожної палати, Президенту надаються законодавчі повноваження на строк не більше одного року;
- дає згоду на призначення голови Національного банку;
- заслуховує доповідь Прем’єр-міністра про програму Уряду та затверджує або відхиляє програму (друге відхилення програми Уряду двома третинами голосів від загальної кількості депутатів палати є недовірою Уряду);
- висловлює недовіру Уряду двома третинами голосів від загальної кількості депутатів кожної палати, за ініціативою не менш як однієї п'ятої від загальної кількості депутатів Парламенту;
- вирішує питання війни і миру;
- вносить пропозицію про встановлення республіканського референдуму тощо.

Парлямент приймає правові акти у формі законів Республіки Казахстан, постанов Парламенту, постанов Сенату і Мажилісу, які є обов'язковими на всій території Республіки Казахстан. Закони республіки набувають чинності після підписання їх Президентом.
Правові акти Парламенту та його палат, якщо інше не передбачено Конституцією, приймаються більшістю голосів від загального числа депутатів палат, а конституційні закони - більшістю не менш як дві третини голосів від загального складу депутатів кожної палати з питань, передбачених Конституцією.

## Розпуск
Президент може розпустити Парлямент у разі:
- якщо Парламент висловить недовіру Урядові;
- якщо Парлямент двічі не погоджується призначити прем'єр-міністра;
- коли виникла політична криза через розбіжності між палатами парламенту або між парламентом та іншими гілок державної влади.

Однак Парлямент не може бути розпущений під час надзвичайного чи воєнного стану, протягом останніх пів року повноважень Президента, а також протягом року після попереднього розпуску.

## Поточна діяльність
Поточна діяльність парламенту здійснюється регулярно. Сенат та Мажиліс мають право створювати на рівних засадах спільні комісії для вирішення питань, пов'язаних із спільною діяльністю палат. Законопроект попередньо розглядається на черговій сесії Мажилісу, а після надання по ньому висновку обговорюється на загальній сесії Мажилісу. Зазвичай обговорення відбувається у двох читаннях. Питання про внесення змін і доповнень до Конституції та прийняття конституційних законів або про внесення змін і доповнень до них мають бути проведені не менше двох читань.
Сенат має право заперечити проти розглянутого законопроекту. Проєкт, відхилений більшістю голосів від загального числа депутатів Сенату, повертається до Мажилісу. Якщо депутати Мажилісу повторно схвалять проект двома третинами від загального складу, то проєкт направляється до Сенату для подальшого обговорення та голосування. Відхилений законопроект не може бути повторно внесений під час того самого засідання.
Керують роботою палат голови. Кожну палату очолює голова (Торага), який вільно володіє державною мовою і обирається з числа депутатів палат Парляменту.
В цілому двопалатність парляменту спрямована на зменшення розбіжностей у поглядах і взаємодію один з одним у діяльності вищого законодавчого органу Казахстану:
- палати не підпорядковуються одна одній, вони створюються незалежно одна від одної;
- кожна з палат працює по-своєму, має свої масштаби та завдання.

Крім того, палати парляменту Казахстану зобов'язані спільно працювати над багатьма питаннями.